# Carlo Bonardi (garibaldino)
Carlo Bonardi (Iseo, 7 novembre 1837 – Calatafimi, 15 maggio 1860) è stato un patriota italiano.

## Biografia
Nacque a Iseo il 7 novembre 1837 da Gianmaria Bonardi e da Angelina Sedaboni, quarto figlio di una numerosa famiglia permeata dagli ideali del Risorgimento. Tra i suoi fratelli:
- Giuseppe, sindaco di Brescia negli anni ottanta e novanta dell'Ottocento;
- Eugenio, segretario di Giuseppe Zanardelli e fondatore del quotidiano La Provincia di Brescia;
- Massimo, deputato alla Camera.
- Pietro, sindaco di Iseo dal 1892 al 1903;
- Silvio, combattente nel 2º Reggimento Volontari Italiani durante la terza guerra d'indipendenza.

Da giovane studiò nel Collegio Baldoni e poi si trasferì a Brescia, nel Collegio Sugheri. Nel 1857 intraprese gli studi di Giurisprudenza all'Università di Padova. Si avvicinò alle idee di Giuseppe Mazzini tanto che in estate, a Monte Isola, cercò di fare propaganda tra i pescatori e i contadini. In questo periodo, il giovane Bonardi coltivò una relazione con Francesca Bettoni, detta Fanny, alla quale avrebbe dedicato numerose lettere prima e durante la spedizione dei Mille.
In seguito, Carlo si trasferì all'Università di Pavia che però venne chiusa allo scoppio della seconda guerra d'indipendenza, nel 1859. Tornato ad Iseo, fu tra i membri della deputazione che accolse Giuseppe Zanardelli, proveniente da Sarnico. A luglio, si recò a Brescia per accompagnare con la carrozza di famiglia Giuseppe Garibaldi, intenzionato a raggiungere la città per parlare con il generale Alfonso Lamarmora.
Agli inizi del 1860 partecipò alla campagna elettorale di Zanardelli, candidato nel collegio di Gardone e Iseo, curando con i fratelli la propaganda nei comuni sebini. Tornato a Pavia, a maggio decise di arruolarsi ne I Mille con il compagno di studi, l'iseano Gian Maria Archetti. Giunto a Quarto, Carlo fu inquadrato nella 7ª Compagnia, comandata da Benedetto Cairoli, e s'imbarcò sul Piemonte. Dopo lo sbarco a Marsala, la 7ª Compagnia fu inserita nel 2º Battaglione di Giacinto Carini.
Il 15 maggio 1860 cadde nella battaglia di Calatafimi: secondo quanto riferito dal commilitone Pietro Giuseppe Bresciani, Carlo venne colpito mortalmente alla testa nei primi momenti dello scontro con l'esercito borbonico. Il suo corpo non venne mai ritrovato, mentre alcuni documenti e il suo taccuino vennero consegnati quarantaquattro anni dopo, in forma anonima, all'allora sindaco di Iseo Pietro Rossetti; sono conservati al Museo del Risorgimento di Brescia.

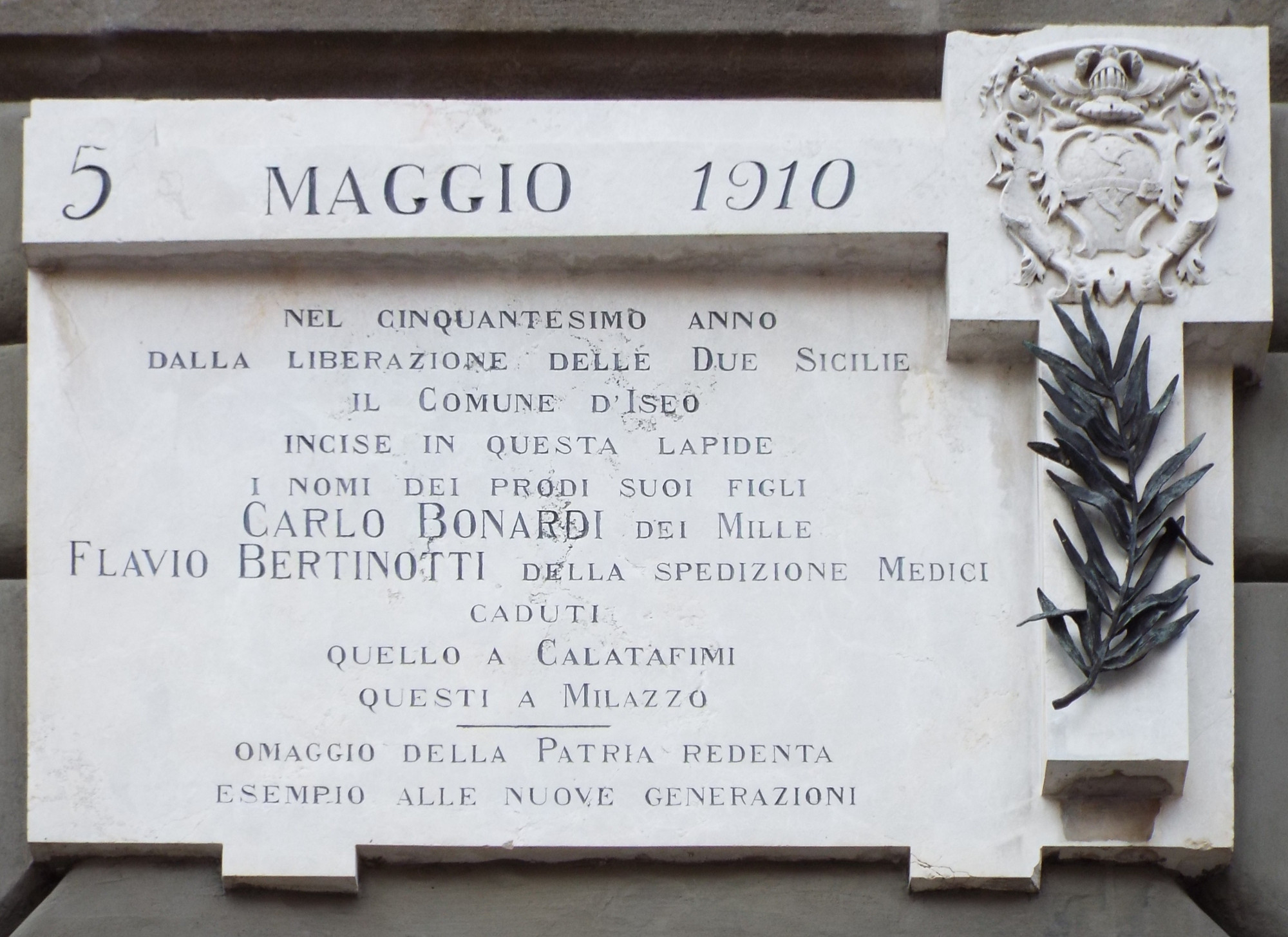
Lapide a ricordo di Carlo Bonardi e di Flavio Bertinotti

## Onorificenze
Iseo ha dedicato una strada a Carlo Bonardi. Nel 1910, sul Municipio iseano è stata innalzata una lapide marmorea a ricordo di Carlo Bonardi e di Flavio Bertinotti.